# Kati Kati
Kati Kati mit dem Untertitel „Her End is Just the Beginning“ ist ein kenianisches Filmdrama aus dem Jahr 2016, gedreht unter der Regie von Mbithi Masya. Kati Kati ist eine Koproduktion von One Fine Day Films und Ginger Ink.

## Handlung
Kaleche wacht in der Wildnis auf, ohne sich erinnern zu können, wie sie dorthin kam. Nach einiger Zeit des Umherirrens trifft sie auf die Feriensiedlung Kati Kati und deren Bewohner. Die Gruppe, unter der Leitung des jungen Thoma, heißt sie willkommen und eröffnet ihr, dass sie tot sei. Bestürzt versucht Kaleche zu fliehen, es ist ihr jedoch nicht möglich, Kati Kati zu verlassen. Kaleche fügt sich schnell in die Gruppe ein und gewöhnt sich leicht an ein gemeinsames spaßgefülltes Leben nach dem Tod.
Kaleche bemerkt jedoch bald, dass jeder Bewohner der Anlage etwas aus dem vorigen Leben hinterherhängt. Mikey, kurz vor seinem Schulabschluss verstorben und leidenschaftlicher Basketballer, versucht vergeblich, sich abermals umzubringen. Es belastet ihn schwer, seine Mutter zurückgelassen zu haben. Erst als es ihm gelingt loszulassen und seinen Tod endgültig zu akzeptieren, verlässt er Kati Kati und seine Existenz geht in einen anderen Zustand über. Neugierig, was es damit auf sich hat, befragt Kaleche den sonst stillen King, einen ehemaligen Priester, der nach einer Wahl von einer rachsüchtigen Menschenmenge getötet wurde. Dabei erfährt sie, dass einige Bewohner von einem seltsamen Befall heimgesucht werden, der die Haut nach und nach weiß, kalt und leblos macht. 
Als Kaleche an ihrem Körper erste weiße Flecken findet und Thoma davon erzählt, stellt er King zur Rede und macht ihn dafür verantwortlich. King starb durch die Rache einer aufgebrachten Menschenmenge, weil er während eines Überfalls seiner eigenen Gemeinde den Zutritt zur schützenden Kirche versagt hatte und sie vor den Türen hatte verbrennen lassen. Später am selben Abend sieht Kaleche den nun vollkommen weiß gewordenen King, wie er seine Sachen verbrennt und anschließend in die dunkle Nacht hinausläuft und Kati Kati verlässt.
Kaleche und Thoma haben sich seit Kaleches Ankunft immer stärker zueinander hingezogen gefühlt, aber der erste zärtliche Moment kommt zu einem jähen Ende. In einer anschließenden Gruppenrunde erfährt Kaleche, dass sie im vorherigen Leben mit Thoma verheiratet war, was er ihr in Kati Kati verheimlichte. Thoma gesteht, beide unter Alkoholeinfluss in einem Autounfall ums Leben gebracht zu haben. Das Geständnis ihres Anführers schockiert die Bewohner von Kati Kati und sie verdächtigen Thoma, der Grund für ihre Gefangenschaft zu sein. Ein Tumult bricht aus und während Thoma von der aufgebrachten Menge durch das Anwesen geschleift wird, akzeptiert er sein Schicksal und beginnt seinen Frieden damit zu schließen. Kaleche kämpft sich zum am Boden liegenden Thoma durch und nimmt ihn schützend in die Arme. Sie vergibt ihm und Thoma geht friedlich in ein anderes Dasein über.

## Hintergrund
Die gemeinsame Initiative von Tom Tykwers und Marie Steinmanns One Fine Day Films, DW Akademie und der kenianischen Produktionsfirma Ginger Ink hat sich zum Ziel gesetzt, die Entwicklung des modernen afrikanischen Films zu unterstützen. Dazu gründeten sie One Fine Day Film Workshops. Nach dem Erfolg von Nairobi Half Life, der als erster kenianischer Film an den Oscars teilnahm, ist KATI KATI ein weiterer Film aus den Workshops, diesmal unter der Regie von Mbithi Masya, der bereits 2010 an einem der Filmworkshops teilnahm. Neben Kameramann Andrew 'Dru' Mungai ist ein Großteil des Teams von KATI KATI in den One-Fine-Day-Film-Workshops weitergebildet worden.
One Fine Day Films entwickelte zudem im Auftrag der als gemeinnützig anerkannten Göhde Foundation den ersten afrikanischen "Film Music & Composing Workshop", der Ende November/Anfang Dezember 2015 in Nairobi durchgeführt wurde und aus dem die Musik von KATI KATI hervorging. Die aus dem von dem bekannten und 2008 mit dem Deutschen Filmpreis ausgezeichneten Filmmusikkomponisten Ali N. Askin als Mentor begleiteten Workshop ausgewählten kenianischen Komponisten Sean Peevers und Ibrahim Sidede wurden anschließend im März 2016 nach Köln eingeladen, um ihre Filmmusik gemeinsam mit "dem jungen orchester NRW" (djoNRW) unter der Leitung von Ingo Ernst Reihl im Parkhausstudio Köln einzuspielen. Weitere Filmmusik zu "KATI KATI" kommt von "Just a Band", einer Musikgruppe, in der auch Regisseur Mbithi Masya aktiv ist, sowie von der in Kenia überaus bekannten Sängerin Mayonde.

## Projektpartner
Kati Kati wurde von One Fine Day Films in Ko-Produktion mit Ginger Ink Films und in Verbindung mit der DW Akademie produziert, unterstützt vom Bundesministerium für wirtschaftliche Zusammenarbeit und Entwicklung, ARRI Film & TV Services und der Göhde Foundation.
Der Kinofilm wird von Rushlake Media und The Festival Agency vertrieben.

## Festivals
Die Weltpremiere von Kati Kati fand am 10. September 2016 auf dem tiff/Toronto International Film Festival, einem der international bedeutendsten Filmfestivals, statt.

## Auszeichnungen
2016FIPRESCI Discovery Award 2016 of The International Federation of Film Critics